# Perlenbach
Le Perlenbach (Ruisseau des Perles) est une rivière germano-belge du réseau hydrographique mosan. Elle coule entièrement dans le parc naturel des Hautes-Fagnes–Eifel. 

## Géographie
Elle prend sa source dans les Hautes Fagnes sous le nom de Schwalmbach, dans la commune de Butgenbach, à quatre kilomètres au nord du Rocherath-Krinkelt sur le terrain d'entraînement militaire d'Elsenborn, à une altitude d'environ 600 m. 

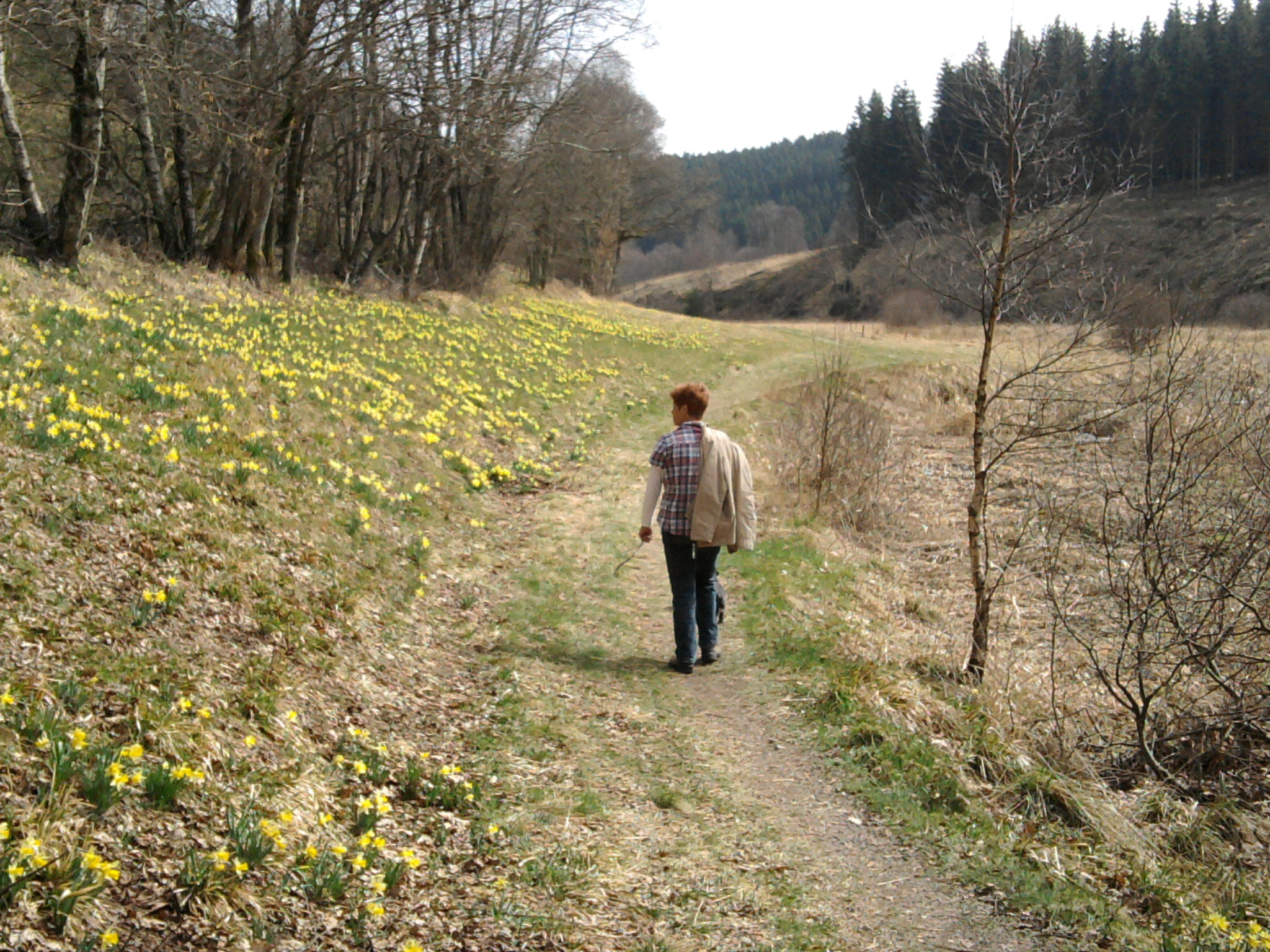
Vallée du Perlenbach supérieur au printemps

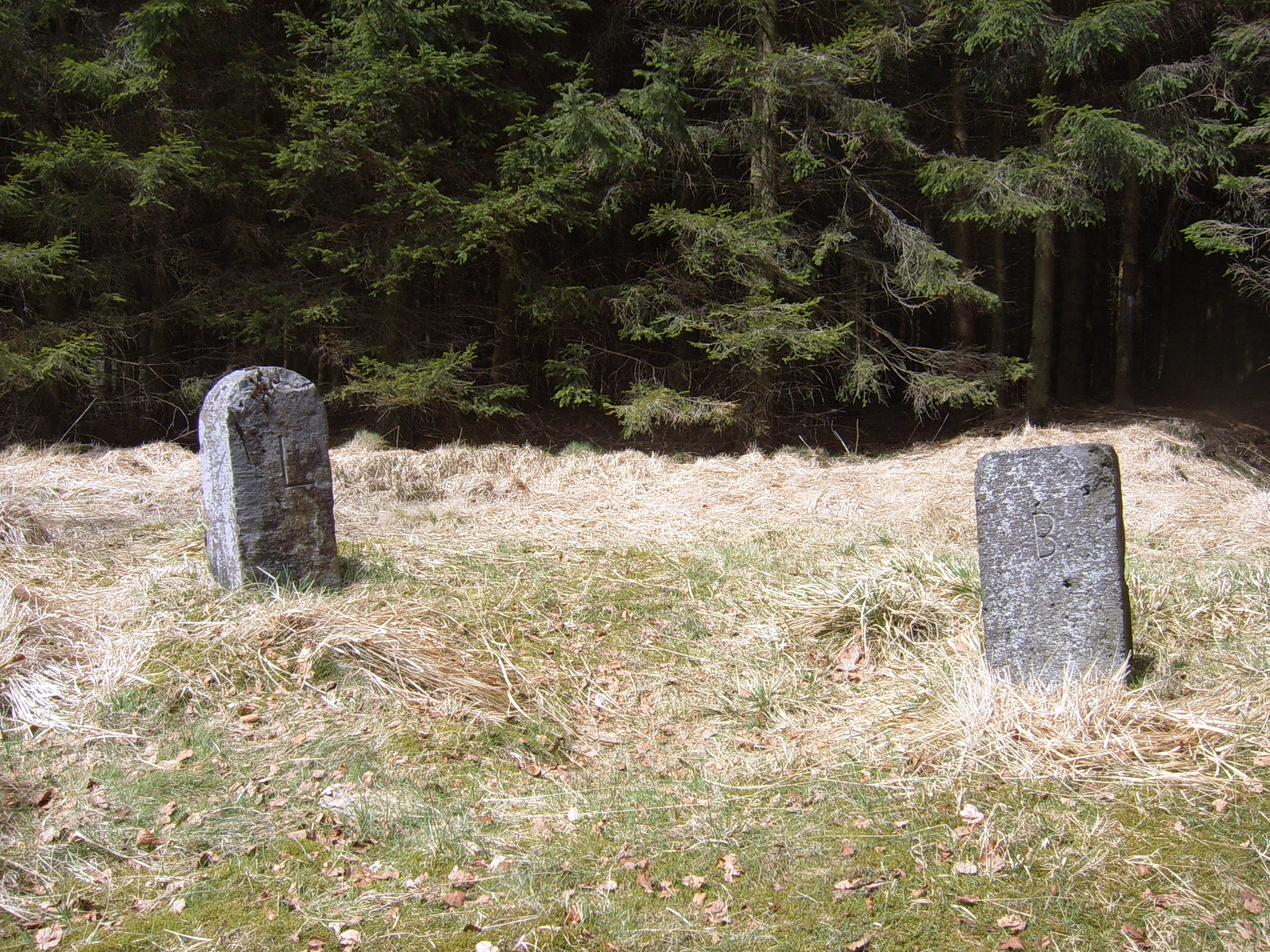
Bornes frontières aux sources du Perlenbach/Schwalmbach (Wallersheider Wald) : Juliers-Luxembourg (Ancien Régime) à gauche et Belgique-Prusse à droite, matérialisant la frontière de 1919 à 1956

La Schwalmbach coule vers l'ouest et change de direction vers le nord après environ quatre kilomètres. Après près de sept kilomètres de débit, le Krockesbach (Ruisseau des Jonquilles) s'y jette par la droite. Le ruisseau prend alors le nom de Perlenbach. Après un autre kilomètre, la Jägersief conflue également par la droite. Le Perlenbach marque désormais la frontière entre la Belgique et l'Allemagne sur environ un demi-kilomètre (il la marquait depuis sa source entre 1919 et 1956). En Allemagne, il traverse le système de vallées des réserves naturelles de Perlenbach-Fuhrtsbachtal. À l'ouest de Höfen, entre les km 3,8 et 2,3 de la rivière, le Perlenbach est endigué pour former le barrage du Perlenbach. 
Enfin, le Perlenbach atteint Montjoie, où il se jette dans la Rour, un affluent de la Meuse à son kilomètre 147,4, à une altitude d'environ 420 m.
L'aire du bassin versant de la rivière atteint 62,638 km². La longueur du cours d'eau est 17,6km.
Le nom de Ruisseau des Perles provient de ce que le ruisseau abritait des mulettes perlières. Le Galgendam, une levée de terre située sur son cours supérieur, aurait accueilli des gibets à l'intention des voleurs de perles.